# Август-Октав Ріттер фон Лер
Август-Октав Ріттер фон Лер (нім. August Oktav Ritter von Loehr; 31 березня 1882, Відень — 11 липня 1965, Відень) — австрійський правознавець і нумізмат.

## Життєпис
Навчався у Відні, Гейдельберзі і Греноблі. З 1906 року працював у Віденському мюнцкабінеті. У 1911 році отримав ступінь доктора права.
З 1913 року — завідувач відділом монет середніх віків і нового часу, а з 1918 року — директор Мюнцкабінету. У 1929 році запрошений екстраординарним професором до Віденського університету, де читав лекції з нумізматики та історії грошей.
Після аншлюсу пішов зі свого поста. Після звільнення Австрії був призначений директором Музею історії мистецтв, а в 1949 році — генеральним директором Федерального зібрання культурно-історичних цінностей.
Здійснив значний внесок у розвиток австрійської нумізматики, поглиблення зв'язків нумізматики з історією культури, поповнення колекцій Мюнцкабінету та відновлення роботи Міжнародної нумізматичної комісії.

## Вибрана бібліографія
- Führer durch die Ausstellung der Bundessammlung von Medaillen, Münzen und Geldzeichen. — Відень, 1935;
- Numismatik und Geldgeschichte. Führer durch die kunsthistorischen Sammlungen in Wien. — Відень, 1944;
- Osterreichische Geldgeschichte. — Відень, 1946;
- Österreichische Münzpragungen 1519—1938. Aufl. 2 Bde. — Відень, 1948. Mitautoren V.C. von Miller zu Aichholz u. Ed. Holzmaier.